# Стефанишин Богдан Євгенійович
Богдан Євгенійович Стефанишин — солдат Збройних сил України, учасник російсько-української війни, що загинув під час російського вторгнення в Україну в 2022 році.

## Життєпис
Богдан Стефанишин у ході російського вторгнення в Україну в 2022 році був бійцем територіальної оборони міста Києва. Загинув 30 березня 2022 року під Черніговом від снаряда окупантів.
У січні 2009 року він одружився з Ольгою Стефанишин - громадська антикорупційна активістка, експертка у сфері захисту прав пацієнтів. працювала виконавчою директоркою громадської організації «Пацієнти України», потім працювала заступницею міністра охорони здоровʼя України, під керівництвом Уляни Супрун. 2019 року Ольга Стефанишин була обрана народним депутатом Верховної Ради України IX скликання від партії "Голос". У вересні 2019 року вона стала членом комітету з питань здоров'я нації. У родині народилося дві доньки.

## Нагороди
- орден «За мужність» III ступеня (2022, посмертно) — за особисті заслуги у захисті державного суверенітету та територіальної цілісності України, мужність і самопожертву у волонтерській діяльності.